# Station Bentley (Hampshire)
Bentley (Hampshire) is een spoorwegstation van National Rail in Bentley, East Hampshire in Engeland. Het station is eigendom van Network Rail en wordt beheerd door South Western Railway. Het station is geopend in 1854.